# Mughiphantes cuspidatus
Mughiphantes cuspidatus là một loài nhện trong họ Linyphiidae.
Loài này thuộc chi Mughiphantes. Mughiphantes cuspidatus được Andrei V. Tanasevitch & Michael Ilmari Saaristo miêu tả năm 2006.